# Karistos
Karistos (în greacă Κάρυστος) este un mic oraș de coastă de pe insula grecească Evia. Are aproximativ 5.000 de locuitori (din cei 12.000 de locuitori ai demei). Se află la 129 km sud de Chalkis. Aici se poate ajunge din Atena cu feribotul prin Marmari din portul Rafina. Orașul modern se află pe amplasamentul unui vechi oraș antic. La mijlocul secolului al XIX-lea, după Războiul de Independență al Greciei, s-a realizat o planificare urbană coordonată de renumitul inginer civil bavarez Bierbach.

## Istoric
Karistos se află pe amplasamentul unui oraș antic și a continuat aparent să fie locuit în cursul Evului Mediu timpuriu. Ca parte componentă a themei Hellas, el a fost oraș de reședință al unui episcop - un sufragan al arhiepiscopului Atenei - cel puțin din timpul domniei împăratului bizantin Leon al VI-lea Filozoful (r. 886–912). El a fost unul dintre orașele enumerate în bula de aur din 1198 al împăratului Alexie al III-lea Angelos, prin care venețienilor li s-a permis să înființeze posturi comerciale. În 1205 a fost capturat, împreună cu întreaga insulă, de comandantul cruciat Jacques d'Avesnes, iar în curând a devenit sediul celei de-a treia triarhii a Eviei sub stăpânirea triarhului Ravano dalle Carceri.
Probabil prin acea vreme, odată cu construcția castelului Castel Rosso (la aproximativ 4 km de orașul modern, pe teritoriul actualului sat Myloi) și cu înmulțirea acțiunilor piraterești, orașul a fost mutat de pe coastă către Castel Rosso, aflat înspre interiorul insulei. Orașul a rămas scaun episcopal sub stăpânirea latină, episcopul grec păstrându-și funcția; în 1222, cu toate acestea, Episcopia de Karistos a fost contopită cu Episcopia de Euripos (Chalkis). În 1276/1277 orașul a fost recucerit de armatele bizantine conduse de amiralul italian Licario și deținut până în 1296, când a fost recuperat de nobilul cruciat Bonifaciu din Verona. În 1318 a trecut în stăpânirea catalanilor ca parte a zestrei Marullei din Verona (fiica lui Bonifaciu) pentru căsătoria ei cu nobilul Alfonso Fadrique.
Orașul a fost râvnit de venețieni, care s-au oferit în 1339 să-l cumpere; negocierile au durat până în 1365, însă abia în 1366 Karistos a trecut în cele din urmă sub controlul venețian atunci când Bonifacio Fadrique a vândut Baronia de Karistos Republicii Venețiene. După cucerirea insulei Evia de către Imperiul Otoman în 1470, scaunul episcopal ortodox local a fost reactivat ca parte a Mitropoliei de Euripos.

## Dema
Dema (comuna) Karistos a fost formată în urma reformei administrației locale din 2011 prin fuziunea a patru foste deme, care au devenit unități comunale:
- Kafireas
- Karistos
- Marmari
- Styra

Dema are o suprafață de 674,635 km2, iar unitatea comunală Karistos are 166,950 km2.

## Obiective turistice

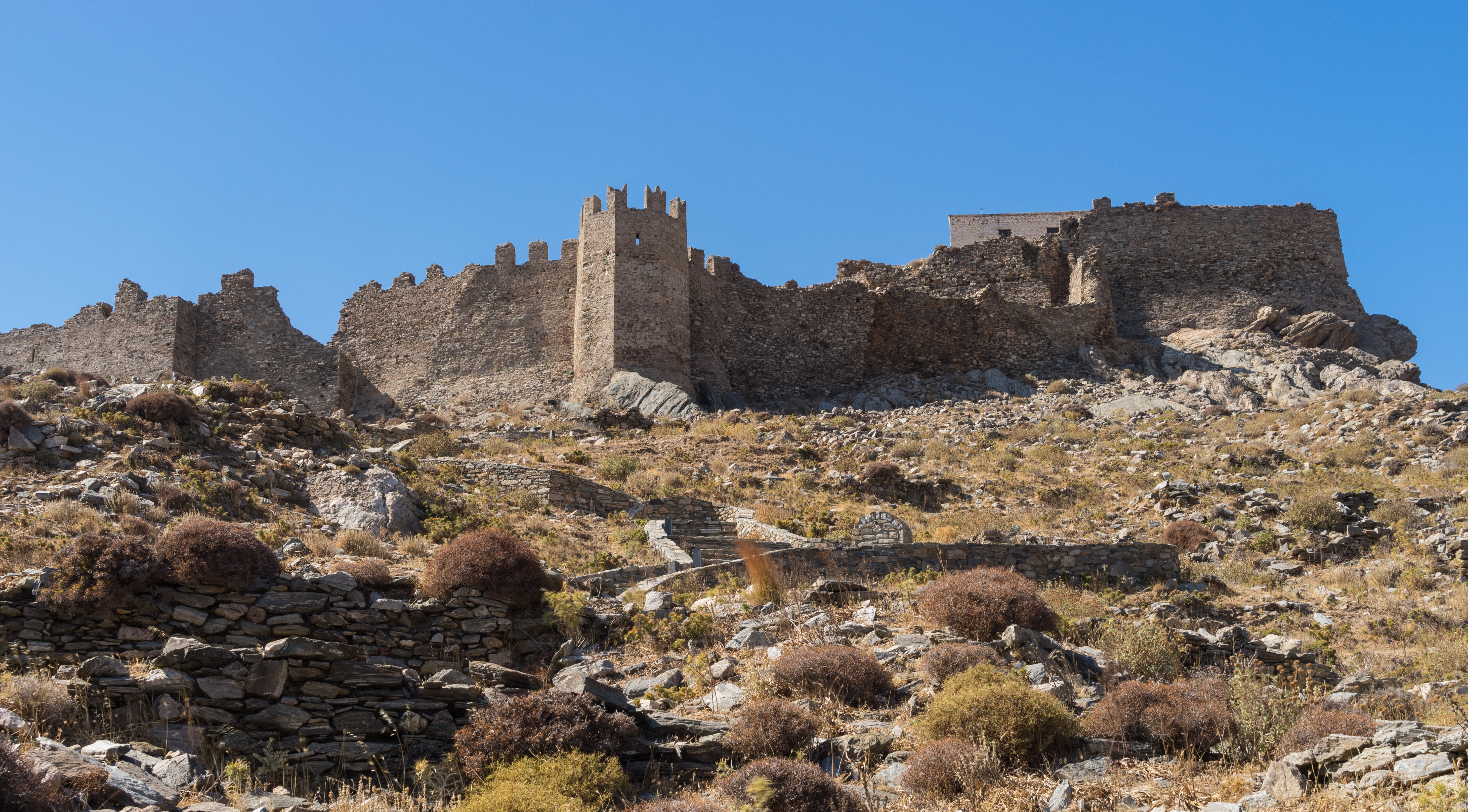
Kokkinokastro (Castelrosso)

- Fortăreața venețiană reconstruită din Bourtzi, construită în secolul al XIII-lea pe plaja de est a orașului.
- Ruinele castelului venețian numit Castello Rosso, construit în 1030, și vechea carieră de marmură, ambele în cătunul învecinat Myloi.
- Primăria, construită la sfârșitul secolului al XIX-lea.
- Un mic muzeu adăpostit de Centrul Cultural Yokaleion, care conține colecții de sculpturi și ceramică din epocile elenistică și romană.
- Mănăstirile ortodoxe Taxiarches, Sf. Gheorghe și Sf. Mavra.
- Zona montană Ochi.
- Capul Cavo D'Oro.

## Personalități
- Diocles din Karistos, medic din secolul al IV-lea î.Hr.
- Antigonus din Karistos, scriitor din secolul al III-lea î.Hr.
- Apollodorus din Karistos, poet și dramaturg satiric din secolul III î.Hr.
- Glaucus din Karistos, boxer din secolul VI î.Hr.
- Othon de Cicon, nobil francocrat din Karistos din secolul al XIII-lea

## Legături externe
- el  Dema Karistos